# NBAファイナル最優秀選手賞

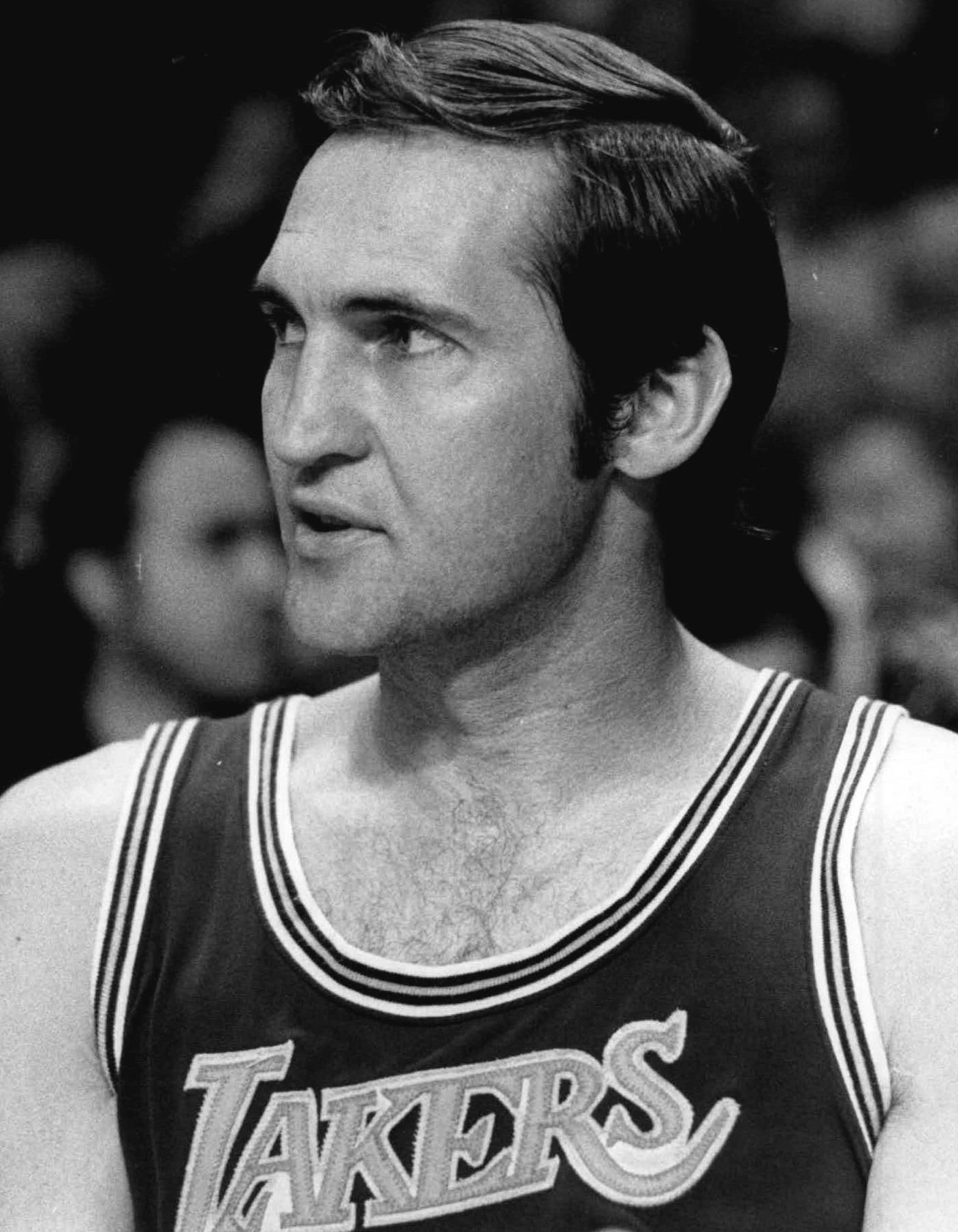
初代受賞者のジェリー・ウェストはファイナル敗退チームから選ばれた唯一のMVPである

NBAファイナル最優秀選手賞 (NBA Finals Most Valuable Player Award) は、北米プロバスケットボールリーグNBAにおいて、NBAファイナルで最も活躍した選手に与えられる賞である。1969年に創設された。賞は9のメディアメンバーのファイナルラウンド終了後に行われる投票において最も得票の高かった選手に贈られる。2013年から、NBA.comのアカウントを持つファンの投票結果も10票として反映される。当初は金のバスケットボールをかたどったラリー・オブライエン・チャンピオンシップ・トロフィーと同型の黒いトロフィーであったが、2005年よりサイズを小さくしたものが贈られるようになった。2009年からは、NBAレジェンドの名を冠してビル・ラッセルNBAファイナル最優秀選手賞 (The Bill Russell NBA Finals Most Valuable Player Award) と呼ばれている。
これまでに32人の選手が受賞している。タイトル獲得回数はマイケル・ジョーダンの6回が最多である。レブロン・ジェームズが4回、マジック・ジョンソン、シャキール・オニール、ティム・ダンカンが3回で続く。連続記録は、ジョーダンとオニールの3年連続が最高である（ジョーダンは2度達成）。
異なる複数のチームで受賞しているのは、カリーム・アブドゥル＝ジャバー（バックス・レイカーズ）、レブロン・ジェームズ（ヒート・キャバリアーズ・レイカーズ）、カワイ・レナード（スパーズ・ラプターズ）の3人である。
新人で受賞したのは、1980年のマジック・ジョンソンのみである（20歳9ヶ月での受賞は史上最年少）。初代受賞者のジェリー・ウェストは、ファイナル敗退チームから受賞した唯一の選手である。オールスタープレーヤー以外での受賞は、セドリック・マクスウェル（1981年）、チャウンシー・ビラップス（2004年）、カワイ・レナード（2014年）の3人である。

## 歴代受賞者

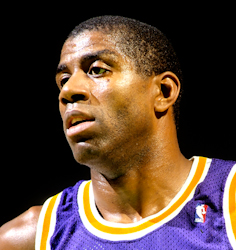
マジック・ジョンソン (3度受賞)

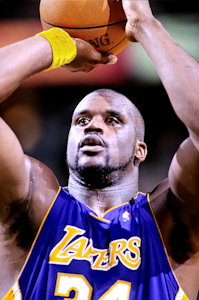
シャキール・オニール (3度受賞)

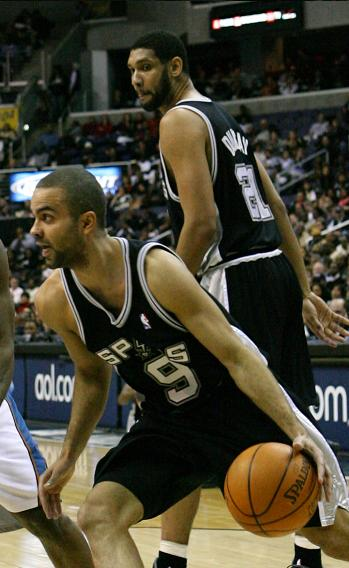
ティム・ダンカン (後方) は3度受賞, トニー・パーカー (前方) はインターナショナルプレーヤーとして初の受賞者

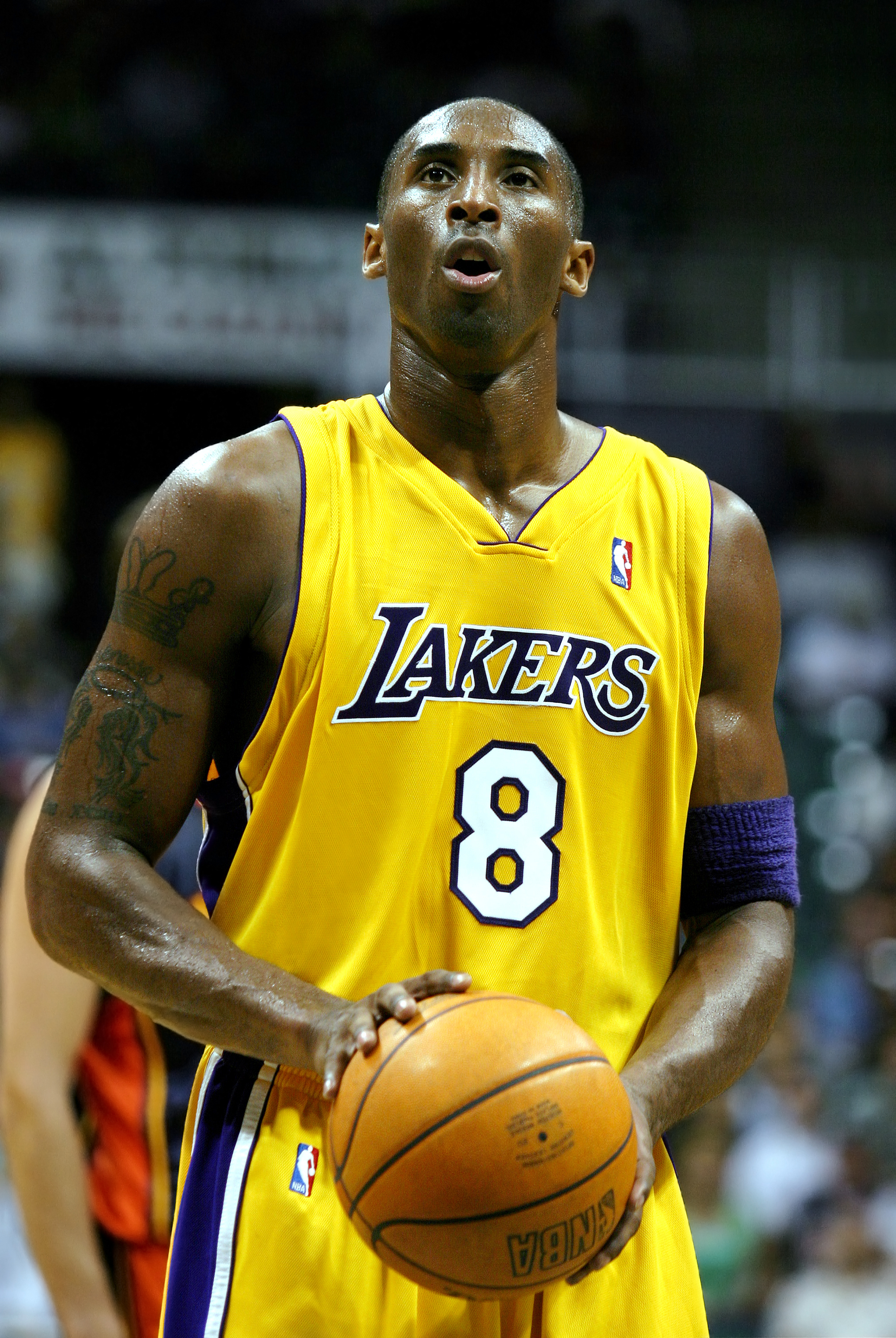
コービー・ブライアント (2度受賞)

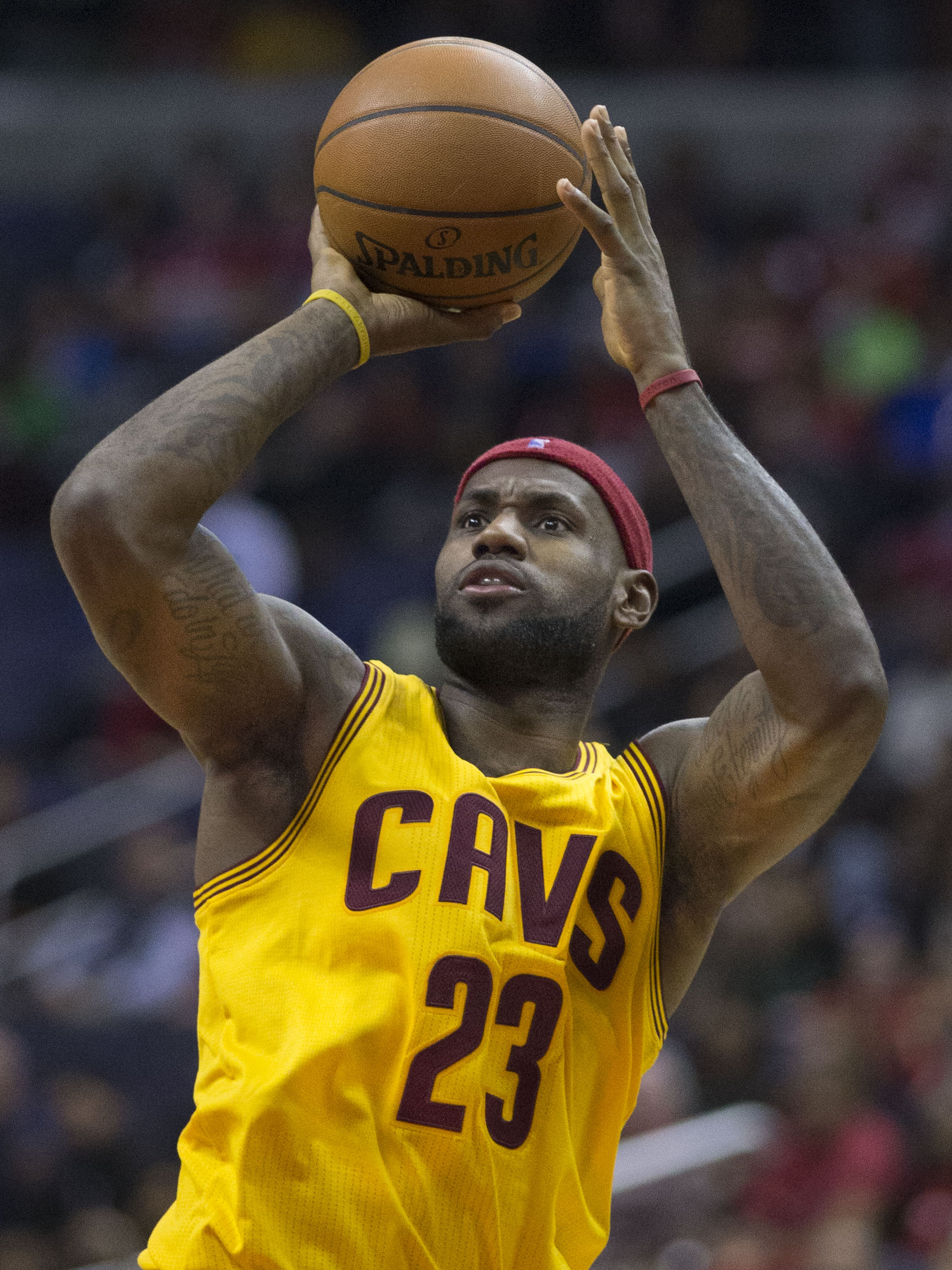
レブロン・ジェームズ (4度受賞)

| * | 殿堂入り |
|   | 現役引退 |
| ^ | 現役選手 |

| Year | Player                              | Pos. | Team                                 |
| ---- | ----------------------------------- | ---- | ------------------------------------ |
| 1969 | ジェリー・ウェスト*                 | G    | ロサンゼルス・レイカーズ             |
| 1970 | ウィリス・リード*                   | C/F  | ニューヨーク・ニックス               |
| 1971 | ルー・アルシンダー*                 | C    | ミルウォーキー・バックス             |
| 1972 | ウィルト・チェンバレン*             | C    | ロサンゼルス・レイカーズ (2)         |
| 1973 | ウィリス・リード* (2)               | C/F  | ニューヨーク・ニックス (2)           |
| 1974 | ジョン・ハブリチェック*             | F/G  | ボストン・セルティックス             |
| 1975 | リック・バリー*                     | F    | ゴールデンステート・ウォリアーズ     |
| 1976 | ジョ・ジョ・ホワイト*               | G    | ボストン・セルティックス (2)         |
| 1977 | ビル・ウォルトン*                   | C    | ポートランド・トレイルブレイザーズ   |
| 1978 | ウェス・アンセルド*                 | C/F  | ワシントン・ブレッツ                 |
| 1979 | デニス・ジョンソン*                 | G    | シアトル・スーパーソニックス         |
| 1980 | マジック・ジョンソン*               | G    | ロサンゼルス・レイカーズ (3)         |
| 1981 | セドリック・マクスウェル            | F    | ボストン・セルティックス (3)         |
| 1982 | マジック・ジョンソン* (2)           | G    | ロサンゼルス・レイカーズ (4)         |
| 1983 | モーゼス・マローン*                 | C/F  | フィラデルフィア・76ers              |
| 1984 | ラリー・バード*                     | F    | ボストン・セルティックス (4)         |
| 1985 | カリーム・アブドゥル＝ジャバー* (2) | C    | ロサンゼルス・レイカーズ (5)         |
| 1986 | ラリー・バード* (2)                 | F    | ボストン・セルティックス (5)         |
| 1987 | マジック・ジョンソン* (3)           | G    | ロサンゼルス・レイカーズ (6)         |
| 1988 | ジェームズ・ウォージー*             | F    | ロサンゼルス・レイカーズ (7)         |
| 1989 | ジョー・デュマース*                 | G    | デトロイト・ピストンズ               |
| 1990 | アイザイア・トーマス*               | G    | デトロイト・ピストンズ (2)           |
| 1991 | マイケル・ジョーダン*               | G    | シカゴ・ブルズ                       |
| 1992 | マイケル・ジョーダン* (2)           | G    | シカゴ・ブルズ (2)                   |
| 1993 | マイケル・ジョーダン* (3)           | G    | シカゴ・ブルズ (3)                   |
| 1994 | アキーム・オラジュワン*             | C    | ヒューストン・ロケッツ               |
| 1995 | アキーム・オラジュワン* (2)         | C    | ヒューストン・ロケッツ (2)           |
| 1996 | マイケル・ジョーダン* (4)           | G    | シカゴ・ブルズ (4)                   |
| 1997 | マイケル・ジョーダン* (5)           | G    | シカゴ・ブルズ (5)                   |
| 1998 | マイケル・ジョーダン* (6)           | G    | シカゴ・ブルズ (6)                   |
| 1999 | ティム・ダンカン*                   | F/C  | サンアントニオ・スパーズ             |
| 2000 | シャキール・オニール*               | C    | ロサンゼルス・レイカーズ (8)         |
| 2001 | シャキール・オニール* (2)           | C    | ロサンゼルス・レイカーズ (9)         |
| 2002 | シャキール・オニール* (3)           | C    | ロサンゼルス・レイカーズ (10)        |
| 2003 | ティム・ダンカン* (2)               | F/C  | サンアントニオ・スパーズ (2)         |
| 2004 | チャウンシー・ビラップス*           | G    | デトロイト・ピストンズ (3)           |
| 2005 | ティム・ダンカン* (3)               | F/C  | サンアントニオ・スパーズ (3)         |
| 2006 | ドウェイン・ウェイド*               | G    | マイアミ・ヒート                     |
| 2007 | トニー・パーカー*                   | G    | サンアントニオ・スパーズ (4)         |
| 2008 | ポール・ピアース*                   | F    | ボストン・セルティックス (6)         |
| 2009 | コービー・ブライアント*             | G    | ロサンゼルス・レイカーズ (11)        |
| 2010 | コービー・ブライアント* (2)         | G    | ロサンゼルス・レイカーズ (12)        |
| 2011 | ダーク・ノヴィツキー*               | F    | ダラス・マーベリックス               |
| 2012 | レブロン・ジェームズ^               | F    | マイアミ・ヒート (2)                 |
| 2013 | レブロン・ジェームズ^ (2)           | F    | マイアミ・ヒート (3)                 |
| 2014 | カワイ・レナード^                   | F    | サンアントニオ・スパーズ (5)         |
| 2015 | アンドレ・イグダーラ^               | F    | ゴールデンステート・ウォリアーズ (2) |
| 2016 | レブロン・ジェームズ^ (3)           | F    | クリーブランド・キャバリアーズ       |
| 2017 | ケビン・デュラント^                 | F    | ゴールデンステート・ウォリアーズ (3) |
| 2018 | ケビン・デュラント^ (2)             | F    | ゴールデンステート・ウォリアーズ (4) |
| 2019 | カワイ・レナード^ (2)               | F    | トロント・ラプターズ                 |
| 2020 | レブロン・ジェームズ^ (4)           | F    | ロサンゼルス・レイカーズ (13)        |
| 2021 | ヤニス・アデトクンボ^               | F    | ミルウォーキー・バックス (2)         |
| 2022 | ステフィン・カリー^                 | G    | ゴールデンステート・ウォリアーズ (5) |
| 2023 | ニコラ・ヨキッチ^                   | C    | デンバー・ナゲッツ                   |
| 2024 | ジェイレン・ブラウン^               | F    | ボストン・セルティックス (7)         |

## 最多受賞者
| # | Player                          | Times | Years                  |
| - | ------------------------------- | ----- | ---------------------- |
| 1 | マイケル・ジョーダン*           | 6     | 1991-1993, 1996-1998   |
| 2 | レブロン・ジェームズ^           | 4     | 2012, 2013, 2016, 2020 |
| 3 | マジック・ジョンソン*           | 3     | 1980, 1982, 1987       |
| 3 | ティム・ダンカン*               | 3     | 1999, 2003, 2005       |
| 3 | シャキール・オニール*           | 3     | 2000-2002              |
| 6 | ウィリス・リード*               | 2     | 1970, 1973             |
| 6 | カリーム・アブドゥル＝ジャバー* | 2     | 1971, 1985             |
| 6 | ラリー・バード*                 | 2     | 1984, 1986             |
| 6 | アキーム・オラジュワン*         | 2     | 1994, 1995             |
| 6 | コービー・ブライアント*         | 2     | 2009, 2010             |
| 6 | カワイ・レナード^               | 2     | 2014, 2019             |
| 6 | ケビン・デュラント^             | 2     | 2017, 2018             |